# Fedir Parfenovyč Bohatyrčuk
Fedir Parfenovyč Bohatyrčuk (in ucraino Федір Парфенович Богатирчук?; Kiev, 14 novembre 1892 – Ottawa, 4 settembre 1984) è stato uno scacchista sovietico naturalizzato canadese.
Ottenne il primo successo vincendo il campionato di Kiev nel 1911. Nello stesso anno fu 3º-4º al torneo di Saratov. Nel 1914 partecipò al torneo di Mannheim e quando iniziò la prima guerra mondiale fu internato, come Alechin e altri giocatori russi, in un campo di lavoro; fu però presto liberato nella sua qualità di medico.
Partecipò a sei campionati sovietici dal 1923 al 1934. Si classificò 3º nel 1923 a Leningrado, 3º nel 1924 a Mosca e 1º con Pëtr Romanovskij nel 1927.
Nel 1925 partecipò a Mosca al primo torneo internazionale della Russia sovietica, che fu vinto da Efim Bogoljubov davanti a Emanuel Lasker e José Raúl Capablanca. Si classificò 11º su 21 partecipanti.
Tra i successivi risultati in Europa i seguenti:
- 1927: vince il campionato di Kiev (ripetuto nel 1929)
- 1931: 3º-6º nel campionato URSS, vinto da Michail Botvinnik
- 1933: vince il torneo quadrangolare di Mosca con 4,5/6
- 1935: 3º-4º nel campionato URSS di Leningrado
- 1936: 3º al campionato ucraino di Kiev
- 1937: 1º al campionato ucraino di Kiev
- 1938: 2º nella semifinale del campionato sovietico, dietro a Vasilij Panov
- 1944: 2º dietro Bogoljubov a Radom
- 1946: 1º al Klaus Junge Memorial di Ratisbona

Nel 1935 partecipò al grande torneo di Mosca (vinto da Botvinnik e Salo Flohr). Bohatyrčuk si classificò solo 16º, ma batté Botvinnik nello scontro diretto.
Oppositore del regime comunista, Bohatyrčuk si trasferì in Germania nel 1944, poi nel 1948 emigrò in Canada, dove divenne insegnante universitario a Ottawa. Nel 1952 fu eletto presidente a Niagara Falls dell'associazione dei federalisti democratici ucraini.
In Canada partecipò con buoni risultati a diversi tornei: 
- 1949: 2º dietro Maurice Fox nel campionato canadese open
- 1951: 3º-4º a Vancouver
- 1955: 3º-5º a Ottawa

Nel 1963 e 1964 fu campione canadese per corrispondenza. Continuò a giocare per corrispondenza fino all'età di 85 anni.